# Alfa Romeo Alfasud
L'Alfa Romeo Alfasud est une voiture du segment C produite par le constructeur italien Alfa Romeo de 1972 à 1984. C'était l'entrée de gamme de la marque, lancée à un prix minimum équivalent à 17 000 € actuels.
L'Alfasud fut remplacée en fin d'année 1983 par l'Alfa 33.

## L'histoire

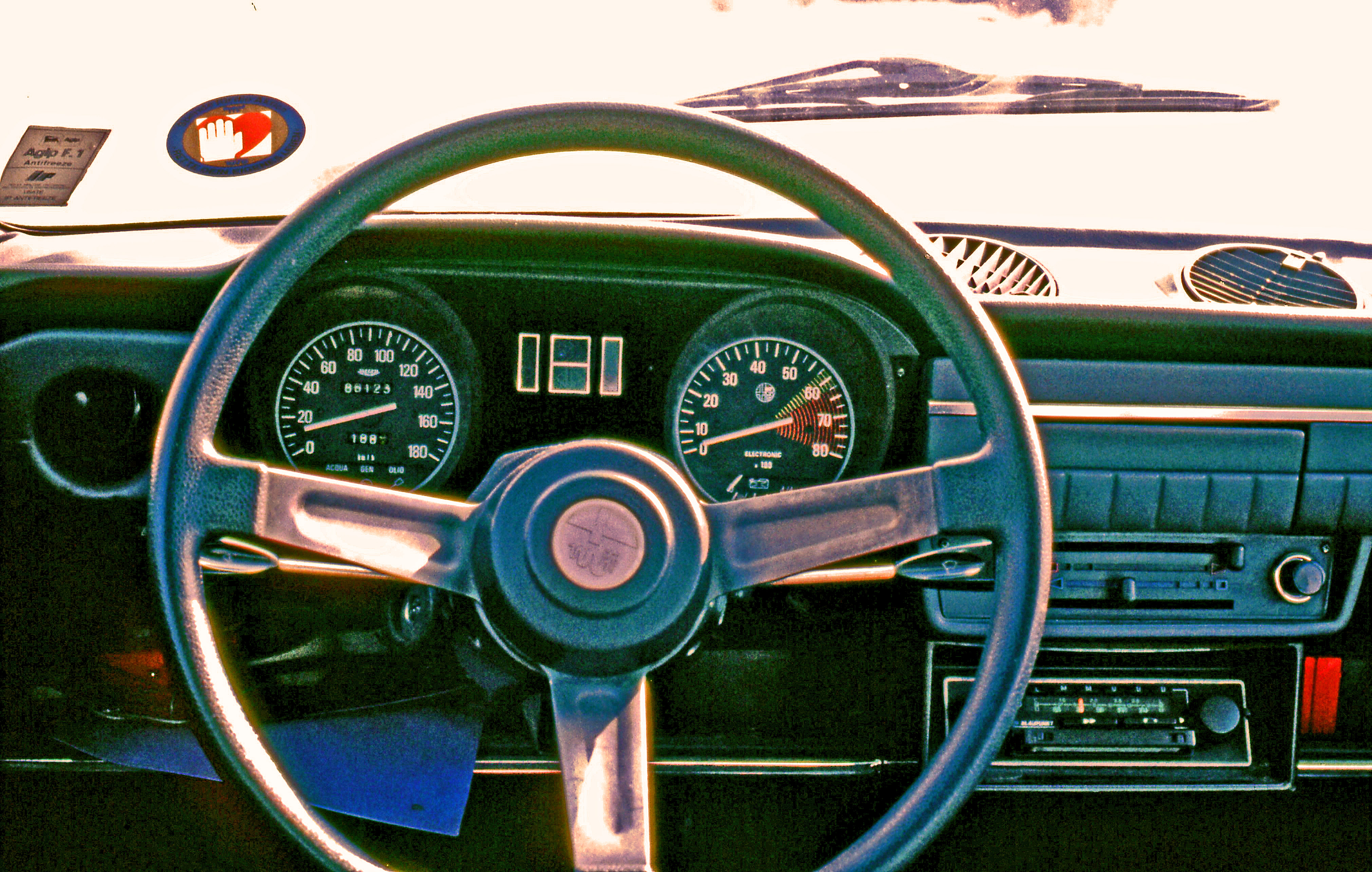
Un tableau de bord d'Alfa Romeo Alfasud.

Vers la fin des années 1960, Alfa Romeo, qui expérimentait la traction avant depuis longtemps (prototipo 103) décida d'étendre sa gamme vers le bas pour contrecarrer le succès des modèles d'autres marques ayant des caractéristiques identiques surtout la Fiat 128 et la Lancia Fulvia ou encore l'Austin 1100 et la Simca 1100.
La voiture eut un rôle social important. Afin de favoriser l'emploi dans les régions du sud de l'Italie, l'État italien, alors propriétaire d'Alfa Romeo à travers sa holding publique IRI, décida de créer un nouvel établissement à Pomigliano d'Arco, près de Naples, l'Usine Alfa Romeo-Pomigliano d'Arco.
L'élaboration du nouveau modèle commença en 1967, sous la responsabilité de l'ingénieur Rudolf Hruska. Le design en revanche a été confié à Giorgetto Giugiaro.
Cette voiture, malgré sa diffusion importante, reste en réalité un cas à part dans le panorama industriel Italien : une usine entièrement nouvelle fut créée pour elle, le projet et les solutions techniques développées furent un très bon travail d'ingénierie, mais la carrière et la réputation furent entachées par des problèmes de qualité récurrents.
L'Alfasud a été présentée en 1971 au Salon International de l'Automobile de Turin. Il s'agissait d'une berline à deux volumes avec arrière fastback et 4 portes (le hayon n'a été introduit qu'en 1982), caractérisée par une mécanique à traction avant, moteur boxer 4 cylindres, 4 freins à disque (les antérieurs montés « inboard »), un train arrière rigide avec parallélogramme de Watt et à l'avant, un MacPherson classique.
Le coefficient de pénétration aérodynamique affichait un niveau intéressant (Cx 0,40), en raison des dimensions compactes de la voiture.

## Première série (1972-1980)
L'intérieur avait une présentation sportive, mais notamment à cause de l'inexpérience de ouvriers (beaucoup d'entre eux étaient les ouvriers du BTP qui avaient participé à la construction de l'usine), la qualité des matériaux et l'assemblage était modeste. Les finitions, spartiates (tapis de sol en caoutchouc, sièges en skaï, plastiques de la planche de bord bas de gamme…), étaient partiellement compensées par la richesse des équipements comme le volant et le siège conducteur réglables en hauteur, le système de ventilation moderne. Il manquait toutefois le compte-tours et le servofrein, présents sur les autres modèles de la marque.

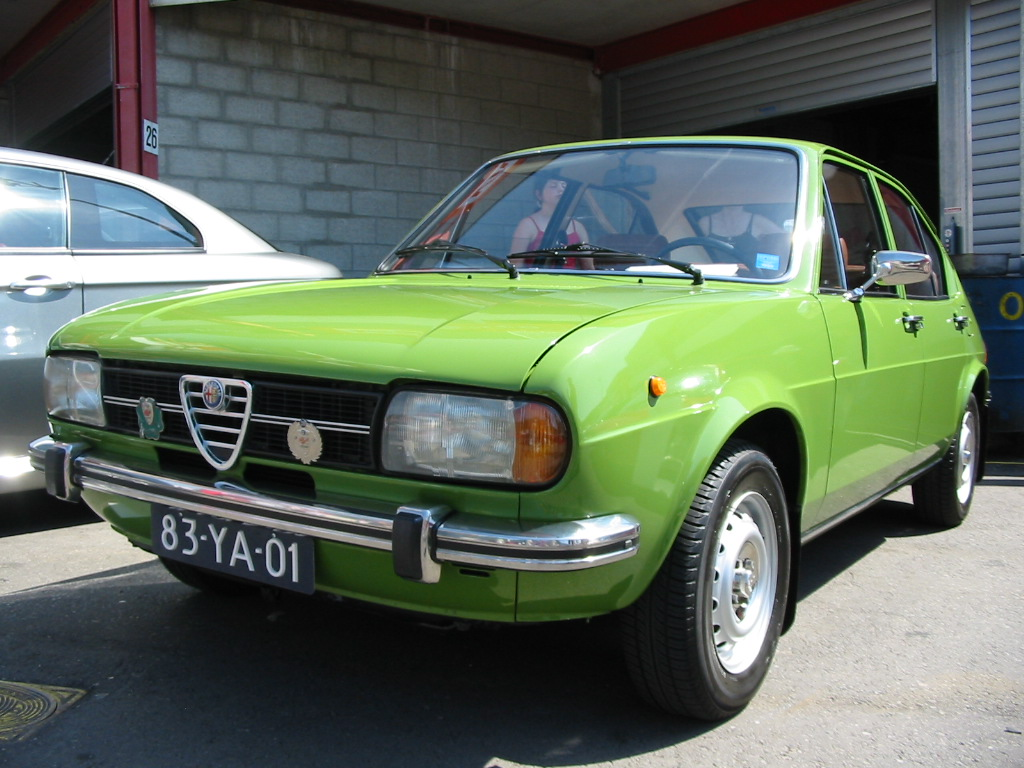
Alfasud - première série.

L'Alfasud utilisait le nouveau moteur boxer (solution qui permit à Giugiaro de dessiner une calandre en scudetto basse et fuyante) refroidi par eau de 1 186 cm3. Ce n'était certes pas un foudre de guerre avec ses 63 ch à 6 000 tr/min, mais il était prêt à grimper dans les tours, avec de faibles vibrations et une sonorité sportive agréable. Couplé à une boîte manuelle 4 vitesses, il permettait à la nouvelle Alfa Romeo d'atteindre 153 km/h.
La commercialisation de la berline à 4 portes commença en 1972. Le succès fut immédiatement au rendez-vous, surtout grâce à son comportement routier très sûr, mais la voiture souffrait néanmoins d'un gros problème de qualité, qui ralentit sa diffusion : la carrosserie présentait rapidement, après quelques mois en Europe du Nord, des traces de rouille, et la qualité de construction laissait parfois à désirer. Pour pallier ce problème, le traitement par cataphorèse fut introduit un peu plus tard. La vulnérabilité à la corrosion découlait de la médiocre qualité des tôles utilisées, souvent stockées longtemps à l'air et mal préparées avant les étapes de fabrication et la mise en peinture des coques. Les défauts d'assemblage étaient fréquents, à cause des contrôles de qualité insuffisants et du climat syndical assez tendu qui perturbait le fonctionnement de l'usine — les conflits sociaux et les négligences ayant ainsi un impact sur la régularité de la production.
L'absence de servofrein (apparu en 1973) et du compte-tours fut très mal jugée par les Alfistes, qui avaient par ailleurs très mal digéré la traction avant. En 1974, l'arrivée de l'Alfasud L, avec un équipement plus riche (sièges en tissu, moquette, appuis-tête avant, butoirs sur les pare-chocs, baguettes chromées autour des glaces, finitions plus soignée) et un moteur amélioré (couple : 88 N m à 3 200 tr/min au lieu de 83 N m à 3 500 tr/min) atténuèrent les critiques sur les finitions et les équipements. En 1975, l'Alfasud L adopta une boîte 5 vitesses et changea son nom en Alfasud 5m. À partir de ce moment, le modèle cessa d'être critiqué pour son peu de résistance à la rouille.
En 1973, arrive la version Alfasud Ti à 2 portes avec un équipement sportif. Les différences concernent notamment les nouveaux groupes optiques à quatre projecteurs circulaires, les clignotants avant et les butoirs sur les pare-chocs, les jantes spécifiques en acier avec pneus plus larges, spoiler avant et aileron arrière noirs (réduisant le Cx à 0,39), les essuie-glace, le montant central et la grille d'aération noirs. L'intérieur est plus soigné grâce à des nouveaux sièges sportifs avec bande centrale en tissu et côté en skaï, des appuis-tête avant, un volant à 3 branches, une moquette au sol et une dotation qui comprenait enfin un compte-tours, un manomètre d'huile et un thermomètre d'eau. D'un point de vue technique, elle se distinguait par son moteur poussé à 68 ch (grâce aux nouveaux arbres à cames), à sa boîte 5 vitesses et un servofrein. En 1976, la cylindrée est augmentée à 1 286 cm3 et la puissance passe à 75 ch (103 N m à 3 500 tr/min).

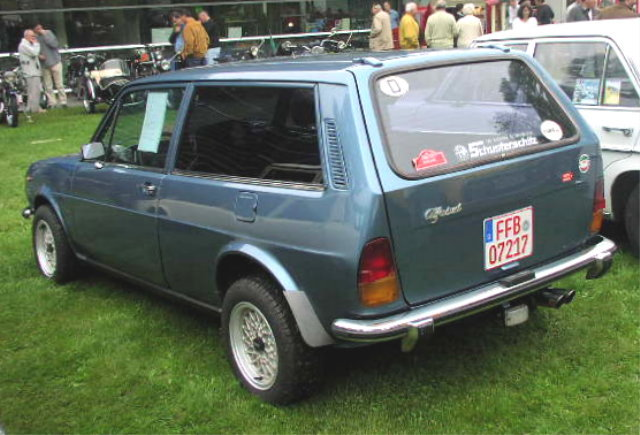
Alfasud Giardinetta.

En 1975, une version break à 3 portes appelée Giardinetta fut introduite. Son équipement était celui de la berline standard, mais le moteur reprenait les spécificités de la version L. La ligne peu réussie en limita le succès. En 1976, une boîte 5 vitesses était également disponible sur ce modèle.
Restylage
En 1977, des petites retouches (nouveaux pare-chocs avec bande en caoutchouc, calandre revue, grille d'aération noire, biscioni — serpent symbole d'Alfa — sur les montants arrière) lancèrent la nouvelle gamme. En début de gamme, on retrouvait la version 1,2 L de 63 ch avec 4 vitesses, désormais appelée Alfasud N, alors qu'au niveau supérieur l'Alfasud 5m était maintenue. Au sommet de la gamme, l'Alfasud Super est lancée avec une finition plus soignée, une boîte 5 vitesses et un moteur 1,2 L de 63 ch ou 1,3 L de 68 ch. En 1978, la cylindrée est passée de 1 286 à 1 351 cm3 de 71 ch (105 N m à 3 000 tr/min).
La Giardinetta retouchée en 1977 aussi conserva l'équipement de base, mais adopta le moteur de 1 286 cm3 de 68 ch couplé à la boîte 5 vitesses.
En 1977, la version Ti à 2 portes est mise à jour, mais le moteur 1,3 L de 75 ch reste inchangé. En 1978, un moteur 1,5 L de 1 490 cm3 (84 ch) est introduit (121 N m à 3 500 tr/min).

## Deuxième série (1980-1984)

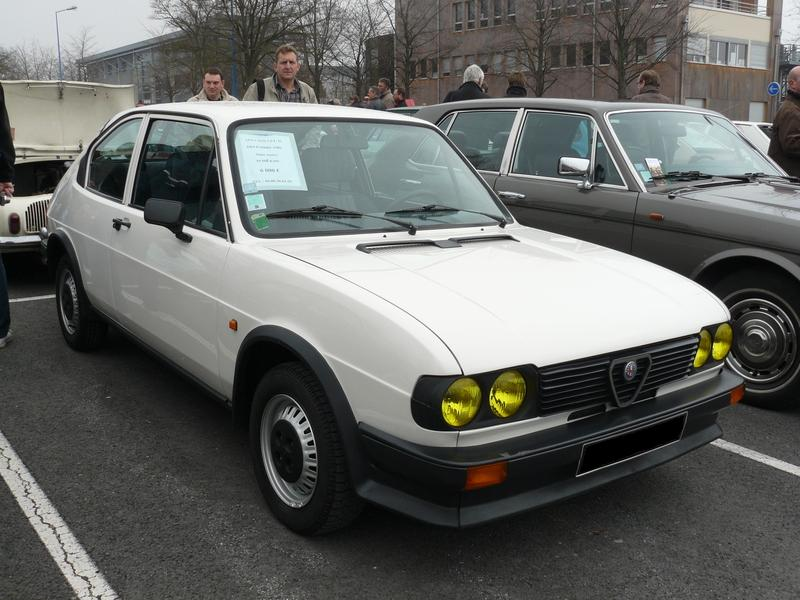
Alfasud 1.5 Ti de 1980.

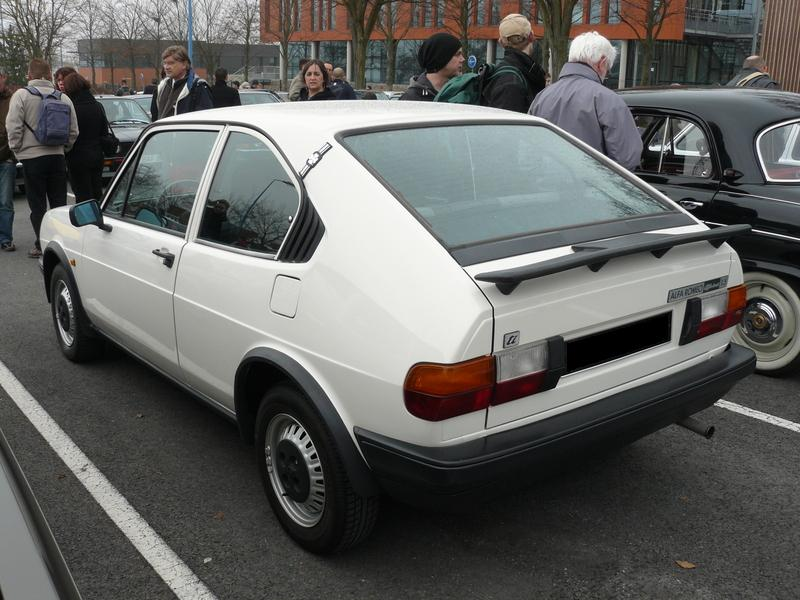
Alfasud 1.5 Ti de 1980.

En 1980, un restylage plus profond toucha la face avant - calandre et groupes optiques -, l'arrière avec un nouveau couvercle de coffre (avec, enfin, des charnières invisibles) et des feux plus larges, les pare-chocs en plastique noir, des gouttières noires et un intérieur refait. La gamme comprenait :
- Alfasud 1.2 4m (moteur de 63 ch et boîte 4 vitesses) ;
- Alfasud 1.2 5m (moteur de 68 ch et boîte 5 vitesses) ;
- Alfasud 1.3 (moteur de 79 ch) ;
- Alfasud 1.5 (moteur de 84 ch).

La version de base 1.2 4m était reconnaissable à ses pare-chocs plus fins, l'absence de baguettes de protection latérales et un équipement réduit. La Giardinetta, peu demandée, n'a pas été reproposée.

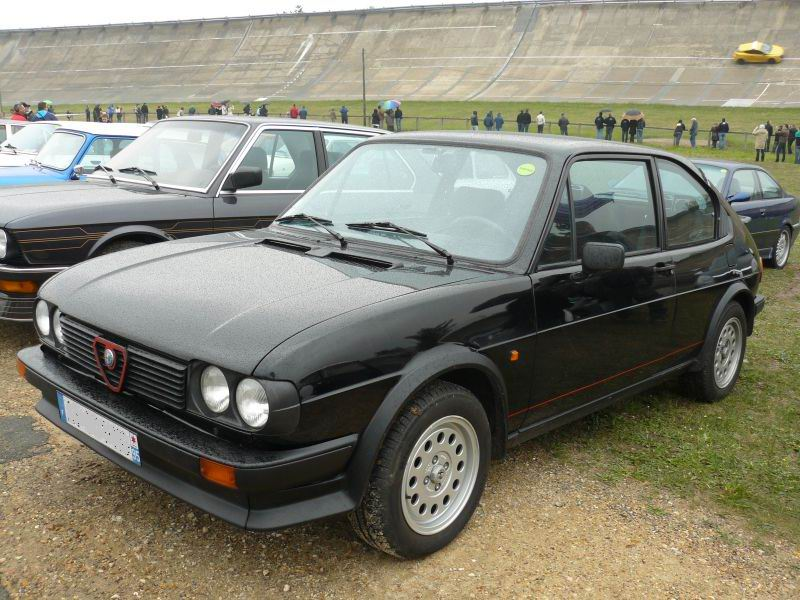
Alfasud Ti QV 1982.

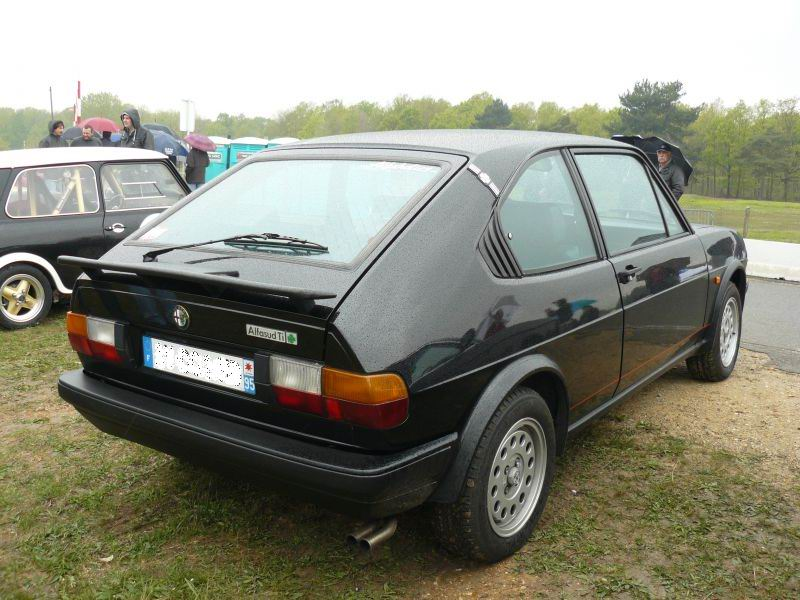
Alfasud Ti Qv 1982.

En 1982, un hayon fut finalement proposé sur les versions 5 portes SC, tandis que la version 3 portes était déjà disponible depuis 1981. À noter que l'investissement pour modifier les outils d'emboutissage et production ne fut jamais amorti, et que les versions à hayon avaient une résistance à la torsion inférieure aux 2/4 portes.
En entrée de gamme, une version S à 4 portes était encore proposée, alors que le haut de gamme était représenté par la 1.5 à 5 portes Quadrifoglio Oro, avec un moteur 1,5 L carburateur double corps de 95 ch et une finition très soignée : intérieur velours, volant bois, calandre chromée. La gamme de l'année 1982 comprenait :
- Alfasud 1.2 4p S (boîte 4 vitesses, moteur de 63 ch) ;
- Alfasud 1.2 4p/5p SC (boîte 5 vitesses, moteur de 68 ch) ;
- Alafsud 1.3 4p/5p SC (moteur de 79 ch) ;
- Alfasud 1.5 5p Quadrifoglio Oro (moteur de 95 ch).

En 1980, les versions Ti sont également mises à jour, tout comme la berline 4 portes. La puissance des moteurs est également revue : le 1 351 cm3 à 86 ch et le 1 490 cm3 à 95 ch.
La berline participa à de nombreuses courses en rallye en groupe 1 et 2 et sur piste à l'occasion de la Coupe Alfasud.
Sa légèreté et le développement facile du moteur boxer en firent un modèle performant.
En 1981, les Ti abandonnent la configuration 2 portes pour adopter celle à 3 portes avec hayon. Ce seront en réalité les premiers modèles Alfasud à être équipés d'un hayon. Cette même année, une version spéciale 4 portes signée Valentino est introduite, de couleur bordeaux métallisée et noire, jantes dorées, intérieur en velours noir, volant en bois, avec un moteur de 1,2 L de 68 ch.
En 1982, la 1.5 Ti laisse la place à une version plus puissante : 1.5 Ti Quadrifoglio Verde de 105 ch reconnaissable par ses jantes Speedline en alliage, des bas de caisse et des sièges plus sportifs. Par ailleurs, une version Junior 4 portes est mise à la vente avec un équipement réduit et le moteur 1,2 L de 68 ch et boîte 5 vitesses.
C'est en 1983 qu'Alfa Romeo présentera le modèle qui succédera à l'Alfasud, l'Alfa Romeo 33. Elle sera commercialisée dès 1984. Seule la Sprint continua sa carrière jusqu'en 1988.

## Alfasud Sprint

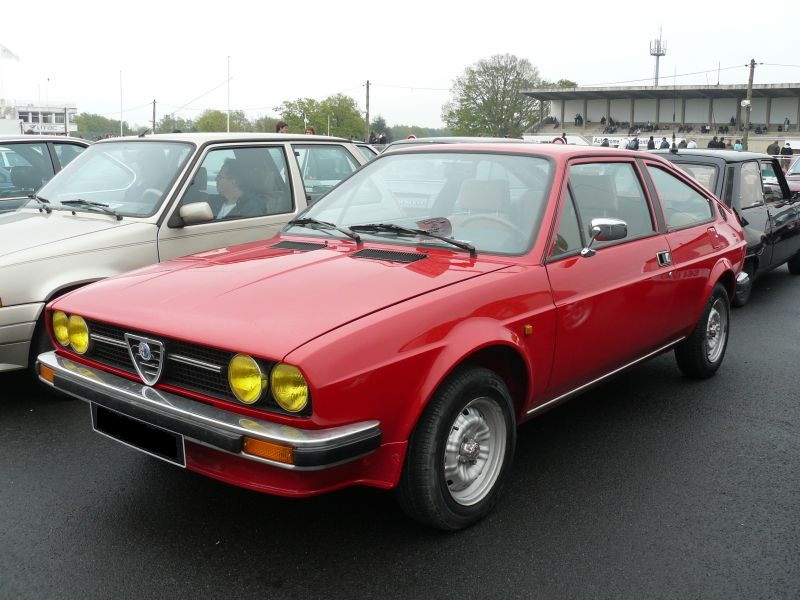
Alfasud Sprint Veloce 1.5.

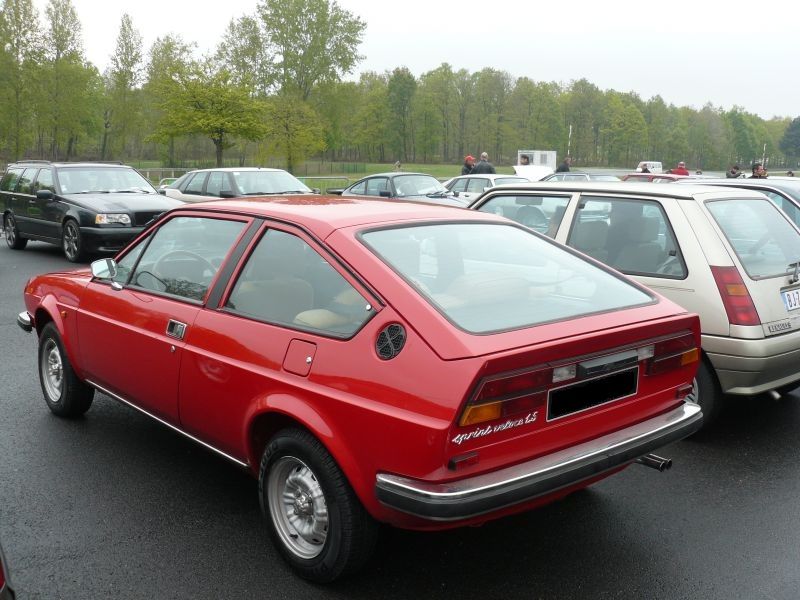
Alfasud Sprint Veloce 1.5.

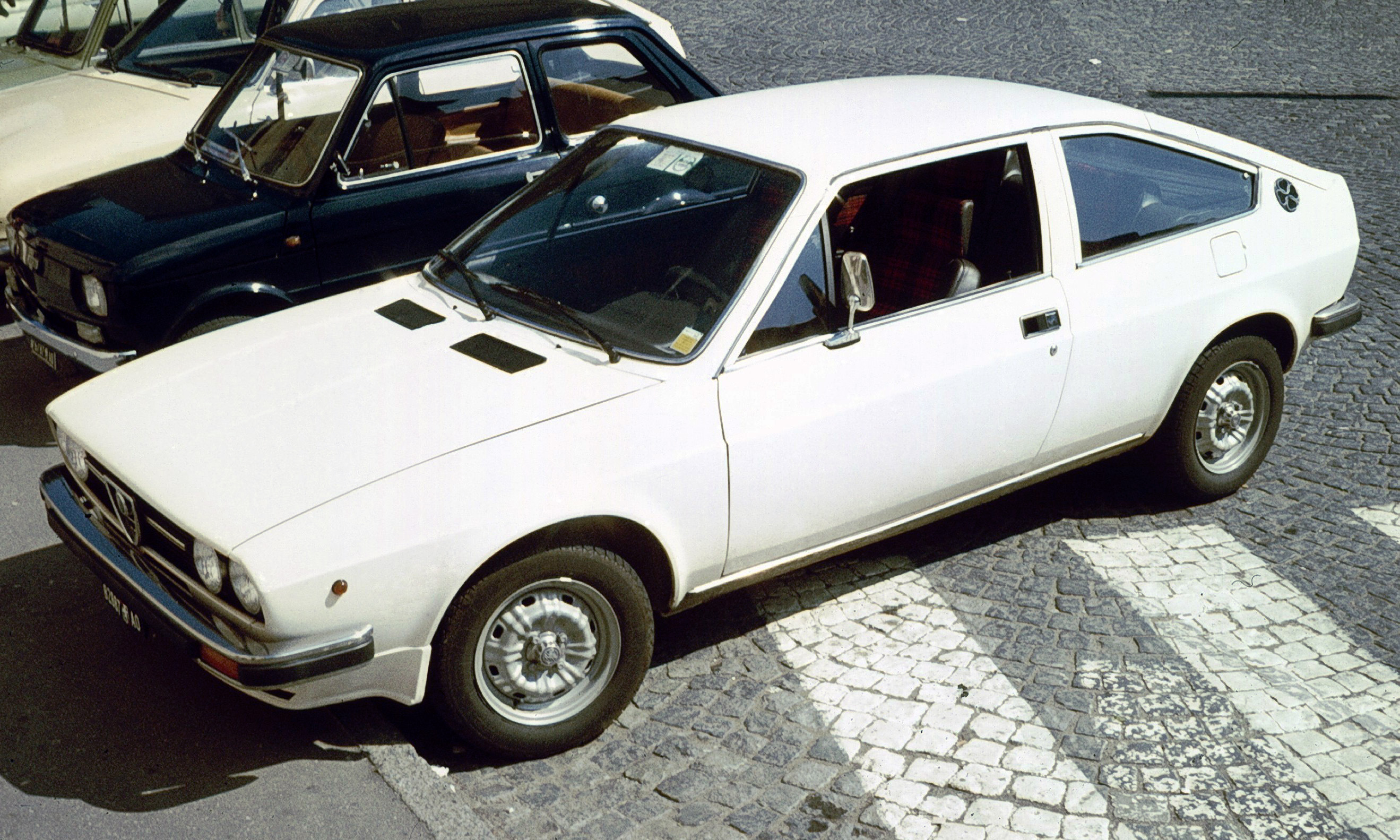
Alfasud Sprint.

Bien que la mode des coupés touchât à sa fin, Alfa Romeo décida en 1976 de lancer l'Alfasud Sprint, un coupé 4 places avec une carrosserie fastback et hayon. Dessiné par Giugiaro et fortement inspiré par l'Alfetta GT, le résultat fut des plus plaisants.
Le moteur était le boxer 1 286 cm3 de 75 ch, brillant mais pas très puissant. Le prix élevé freina son succès. En 1978, la gamme fut étendue avec l'introduction des versions Veloce 1.3 et Veloce 1.5, dotées des moteurs boxer à 2 carburateurs double corps de 1 351 cm3 (86 ch) et 1 490 cm3 (95 ch). Une version 1.3 avec moteur simple carburateur de 79 ch est maintenue en entrée de gamme.
En 1982, un prototype fut nommé Sprint 6C destiné à être développé par Autodelta pour les rallyes internationaux. Il reçut un V6 de 2,5 L en position centrale. Il n'y eut pas de suite. En 1983, un restylage (nouveaux pare-chocs en plastique, nouvelle calandre, nouveaux feux arrière, bandes latérales plus larges, peinture noire de toutes les parties auparavant chromées et nouveaux intérieurs) lança la seconde série, appelé tout simplement Sprint, perdant l'appellation Alfasud. Deux versions étaient disponibles : 1.3 (1 351 cm3, 86 ch) et 1.5 Quadrifoglio Verde (QV) (1 490 cm3, 105 ch). Le modèle QV se caractérise par une boîte de vitesses courte. Ce dernier est reconnaissable grâce aux lignes vertes sur les pare-chocs et des sièges sport avec appuis-tête percés.
Cette version sera vraiment sportive, profitant d'une tenue de route et d'une motricité exemplaires.
En 1986, la ligne est allégée grâce à l'élimination des bandes latérales et par quelques modifications aux pare-chocs. La cylindrée de la Quadrifoglio Verde, qui adopta un petit spoiler couleur de la carrosserie à l'arrière, passa de 1 490 cm3 à 1 712 cm3 (118 ch). Les dernières unités produites seront écoulées en 1989. À l'exception du dernier modèle 1 712 cm3, l'Alfasud « coupé » (berline trois portes) développe des performances et un agrément de conduite généralement supérieurs aux Sprint. Aujourd'hui, ce véhicule fait le bonheur de quelques collectionneurs, la version Sprint étant la plus courante. Plusieurs centaines d'Alfasud sont encore en circulation en France.
L'Alfa Romeo Alfasud Sprint a été produite à 121.434 exemplaires entre 1976 et 1989 dans les versions Sprint et Sprint Veloce. Parmi ceux-ci, 12958 à conduite à gauche et 880 à conduite à droite ont été produits à la fin de 1977, ainsi que 400 kits CKD.

## Caractéristiques techniques
| MOTORISATION                 | | | | | | | | | | | | |
| Modèle                       | 1.2 | 1.2 | 1.2 | 1.3 | 1.3 | 1.3 | 1.3 | 1.3 | 1.5 | 1.5 | 1.5 | 1.7 |
| Emplacement moteur           | Avant longitudinal                                                                                     | Avant longitudinal                                                                                     | Avant longitudinal                                                                                     | Avant longitudinal                                                                                     | Avant longitudinal                                                                                     | Avant longitudinal                                                                                     | Avant longitudinal                                                                                     | Avant longitudinal                                                                                     | Avant longitudinal                                                                                     | Avant longitudinal                                                                                     | Avant longitudinal                                                                                     | Avant longitudinal                                                                                     |
| Cylindres / Soupapes         | 4 cylindres / 8 soupapes                                                                               | 4 cylindres / 8 soupapes                                                                               | 4 cylindres / 8 soupapes                                                                               | 4 cylindres / 8 soupapes                                                                               | 4 cylindres / 8 soupapes                                                                               | 4 cylindres / 8 soupapes                                                                               | 4 cylindres / 8 soupapes                                                                               | 4 cylindres / 8 soupapes                                                                               | 4 cylindres / 8 soupapes                                                                               | 4 cylindres / 8 soupapes                                                                               | 4 cylindres / 8 soupapes                                                                               | 4 cylindres / 8 soupapes                                                                               |
| Cylindrée (cm3)              | 1 186                                                                                                  | 1 186                                                                                                  | 1 186                                                                                                  | 1 286                                                                                                  | 1 286                                                                                                  | 1 351                                                                                                  | 1 351                                                                                                  | 1 351                                                                                                  | 1 490                                                                                                  | 1 490                                                                                                  | 1 490                                                                                                  | 1712                                                                                                   |
| Alésage × Course (mm)        | 80 × 59                                                                                                | 80 × 59                                                                                                | 80 × 59                                                                                                | 80 × 64                                                                                                | 80 × 64                                                                                                | 80 × 67,2                                                                                              | 80 × 67,2                                                                                              | 80 × 67,2                                                                                              | 84 × 67,2                                                                                              | 84 × 67,2                                                                                              | 84 × 67,2                                                                                              | 87 × 72                                                                                                |
| Puissance (kW (ch) à tr/min) | 46(63)/6 000                                                                                           | 46(63)/6 000                                                                                           | 50(68)/6 000                                                                                           | 50(68)/6 000                                                                                           | 55(75)/6 000                                                                                           | 52(71)/6 000                                                                                           | 58(79)/6 000                                                                                           | 63(86)/5 800 (1.3 Ti)                                                                                  | 62(84)/5 800                                                                                           | 70(95)/5 800                                                                                           | 77(105)/5 800                                                                                          | 87(118)/5 800                                                                                          |
| Couple (N m à tr/min)        | 83/3 500                                                                                               | 88/3 200                                                                                               | 92/3 200                                                                                               | 100/3 500                                                                                              | 104/3 500                                                                                              | 105/3 000                                                                                              | 111/3 500                                                                                              | 119/4 000                                                                                              | 121/4 000                                                                                              | 130/4 000                                                                                              | 133/4 000                                                                                              | 145/4 500                                                                                              |
| Alimentation                 | Carburateur simple / double (Ti)                                                                       | Carburateur simple / double (Ti)                                                                       | Carburateur simple / double (Ti)                                                                       | Carburateur simple / double (Ti)                                                                       | Carburateur simple / double (Ti)                                                                       | Carburateur simple / double (Ti)                                                                       | Carburateur simple / double (Ti)                                                                       | 2 Carb. double-corps                                                                                   | Carb. simple                                                                                           | 2 Carburateur double corps                                                                             | 2 Carburateur double corps                                                                             | 2 Carburateur double corps                                                                             |
| TRANSMISSION                 | | | | | | | | | | | | |
| Roues motrices               | Traction                                                                                               | Traction                                                                                               | Traction                                                                                               | Traction                                                                                               | Traction                                                                                               | Traction                                                                                               | Traction                                                                                               | Traction                                                                                               | Traction                                                                                               | Traction                                                                                               | Traction                                                                                               | Traction                                                                                               |
| Rapports                     | 4 ou 5 vitesses                                                                                        | 4 ou 5 vitesses                                                                                        | 4 ou 5 vitesses                                                                                        | 4 ou 5 vitesses                                                                                        | 4 ou 5 vitesses                                                                                        | 4 ou 5 vitesses                                                                                        | 4 ou 5 vitesses                                                                                        | 4 ou 5 vitesses                                                                                        | 4 ou 5 vitesses                                                                                        | 4 ou 5 vitesses                                                                                        | 4 ou 5 vitesses                                                                                        | 4 ou 5 vitesses                                                                                        |
| DIMENSIONS                   | | | | | | | | | | | | |
| L × l × h (mm)               | Alfasud : 3 890 × 1 590 × 1 370 / Giardinetta : 3 935 × 1 590 × 1 370 / Sprint : 4 019 × 1 610 × 1 305 | Alfasud : 3 890 × 1 590 × 1 370 / Giardinetta : 3 935 × 1 590 × 1 370 / Sprint : 4 019 × 1 610 × 1 305 | Alfasud : 3 890 × 1 590 × 1 370 / Giardinetta : 3 935 × 1 590 × 1 370 / Sprint : 4 019 × 1 610 × 1 305 | Alfasud : 3 890 × 1 590 × 1 370 / Giardinetta : 3 935 × 1 590 × 1 370 / Sprint : 4 019 × 1 610 × 1 305 | Alfasud : 3 890 × 1 590 × 1 370 / Giardinetta : 3 935 × 1 590 × 1 370 / Sprint : 4 019 × 1 610 × 1 305 | Alfasud : 3 890 × 1 590 × 1 370 / Giardinetta : 3 935 × 1 590 × 1 370 / Sprint : 4 019 × 1 610 × 1 305 | Alfasud : 3 890 × 1 590 × 1 370 / Giardinetta : 3 935 × 1 590 × 1 370 / Sprint : 4 019 × 1 610 × 1 305 | Alfasud : 3 890 × 1 590 × 1 370 / Giardinetta : 3 935 × 1 590 × 1 370 / Sprint : 4 019 × 1 610 × 1 305 | Alfasud : 3 890 × 1 590 × 1 370 / Giardinetta : 3 935 × 1 590 × 1 370 / Sprint : 4 019 × 1 610 × 1 305 | Alfasud : 3 890 × 1 590 × 1 370 / Giardinetta : 3 935 × 1 590 × 1 370 / Sprint : 4 019 × 1 610 × 1 305 | Alfasud : 3 890 × 1 590 × 1 370 / Giardinetta : 3 935 × 1 590 × 1 370 / Sprint : 4 019 × 1 610 × 1 305 | Alfasud : 3 890 × 1 590 × 1 370 / Giardinetta : 3 935 × 1 590 × 1 370 / Sprint : 4 019 × 1 610 × 1 305 |
| Poids (kg)                   | Alfasud : 810 à 895 / Giardinetta : 915 / Sprint : 865 à 915                                           | Alfasud : 810 à 895 / Giardinetta : 915 / Sprint : 865 à 915                                           | Alfasud : 810 à 895 / Giardinetta : 915 / Sprint : 865 à 915                                           | Alfasud : 810 à 895 / Giardinetta : 915 / Sprint : 865 à 915                                           | Alfasud : 810 à 895 / Giardinetta : 915 / Sprint : 865 à 915                                           | Alfasud : 810 à 895 / Giardinetta : 915 / Sprint : 865 à 915                                           | Alfasud : 810 à 895 / Giardinetta : 915 / Sprint : 865 à 915                                           | Alfasud : 810 à 895 / Giardinetta : 915 / Sprint : 865 à 915                                           | Alfasud : 810 à 895 / Giardinetta : 915 / Sprint : 865 à 915                                           | Alfasud : 810 à 895 / Giardinetta : 915 / Sprint : 865 à 915                                           | Alfasud : 810 à 895 / Giardinetta : 915 / Sprint : 865 à 915                                           | Alfasud : 810 à 895 / Giardinetta : 915 / Sprint : 865 à 915                                           |
| Capacité coffre (l)          | Alfasud : 400 / Giardinetta : 600-1300 / Sprint : 325                                                  | Alfasud : 400 / Giardinetta : 600-1300 / Sprint : 325                                                  | Alfasud : 400 / Giardinetta : 600-1300 / Sprint : 325                                                  | Alfasud : 400 / Giardinetta : 600-1300 / Sprint : 325                                                  | Alfasud : 400 / Giardinetta : 600-1300 / Sprint : 325                                                  | Alfasud : 400 / Giardinetta : 600-1300 / Sprint : 325                                                  | Alfasud : 400 / Giardinetta : 600-1300 / Sprint : 325                                                  | Alfasud : 400 / Giardinetta : 600-1300 / Sprint : 325                                                  | Alfasud : 400 / Giardinetta : 600-1300 / Sprint : 325                                                  | Alfasud : 400 / Giardinetta : 600-1300 / Sprint : 325                                                  | Alfasud : 400 / Giardinetta : 600-1300 / Sprint : 325                                                  | Alfasud : 400 / Giardinetta : 600-1300 / Sprint : 325                                                  |
| Capacité réservoir (l)       | 50 | 50 | 50 | 50 | 50 | 50 | 50 | 50 | 50 | 50 | 50 | 50 |
| Pneumatiques                 | 145/70SR13                                                                                             | 145/70SR13                                                                                             | 145/70SR13                                                                                             | 165/70SR13                                                                                             | 165/70SR13                                                                                             | 165/70SR13                                                                                             | 165/70SR13                                                                                             | 165/70SR13                                                                                             | 165/70SR13                                                                                             | 165/70SR13                                                                                             | 185/60HR14                                                                                             | 185/60HR14                                                                                             |
| PERFORMANCES                 | | | | | | | | | | | | |
| Vitesse maximum (km/h)       | 152 | 155 | 161 | 159 | 169 | 159 | 164 | 173 | 166 | 174 | 186 | 202 |
| CONSOMMATION                 | | | | | | | | | | | | |
| à 90 km/h (L/100 km)         | | | | | | | 6,7 | 6,4 | 6,6 | 6,6 | 5,9 | 5,9 |
| à 130 km/h (L/100 km)        | | | | | | | 8,9 | 8,8 | 9,0 | 8,8 | 7,5 | 8,2 |
| Ville (L/100 km)             | | | | | | | 11,6                                                                                                   | 11,4                                                                                                   | 11,3                                                                                                   | 11,8                                                                                                   | 11,4                                                                                                   | 11,4                                                                                                   |